# خانواده لیکوف
 در سال ۱۳۵۷ خورشیدی، گروهی زمین‌شناس روس سوار بر هلی کوپتر بر فراز منطقه ای دور افتاده و خالی از سکنه در جنوب سیبری در پرواز بودند که ناگهان چند کلبه در دل جنگل‌های تایگا توجه خلبان را به خود جلب می‌کند.
کنجکاوی باعث می‌شود که فرود بیایند و بررسی کنند ماجرا چیست. به محض پیاده شدن، با یک خانواده روبرو می‌شوند که ۴۲ سال در انزوای کامل و بدون تماس با هیچ انسان دیگری، تک و تنها زندگی می‌کرده‌اند. آن‌ها حتی از جنگ جهانی دوم که روسیه به شدت درگیر آن بوده بی‌خبر بودند.

## داستان
کارپ لیکوف (Karp Lykov) و همسرش از مسیحیان معتقد و از «باورمندان قدیم» بودند.
باورمندان قدیم یا «راسکولنیک» ها کسانی بودند که اصلاحات مذهبی «پتر کبیر» در قرن ۱۷ میلادی و تغییرات کلیسای ارتودوکس روسیه تزاری را نپذیرفتند و با وجود تهدید و فشار حکومت و خطر مرگ، بر باورهای قدیمی خود باقی ماندند. بعضی‌ها به جاهای دوردست فرار می‌کردند، بعضی‌ها هم که چاره ای نداشتند، مرگ را بر ننگ «دین جدید» ترجیح داده و با حبس کردن خود در کلبه‌های چوبی و آتش زدن آن، به صورت دسته جمعی خودکشی می‌کردند.
هنوز هم در روسیه نیم میلیون نفر باورمند قدیم وجود دارد که کلیساها و مجامع مذهبی خاص خود را دارند.
بعد از انقلاب شوروی و به خصوص در سال‌های اول، کمونیست‌ها به جنگ دین می‌روند و کلیساها و تقریباً تمام مظاهر دینی را از سطح جامعه پاک می‌کنند. این موضوع باعث می‌شود تا «باورمندان قدیم» که عموماً مذهبی تر از دیگران بودند، مقاومت کنند. عده ای مانند قدیم به مناطق دور افتاده سیبری پناه برده و به صورت دست جمعی به زندگی ادامه می‌دادند. عده ای هم با کمونیست‌ها درگیر می‌شدند؛ از جمله آن‌ها، برادر کارپ لیکوف که توسط یک مأمور کمونیست به قتل می‌رسد.
بعد از این ماجرا، «کارپ لیکوف» و همسرش «آکولینا» دست دو فرزند خود را گرفته و در منطقه ای در جنوب سیبری و شمال کشور مغولستان که ۲۵۰ کیلومتر با نزدیک‌ترین شهر فاصله دارد سکنی می‌گزینند.
در سال‌های انزوا، صاحب دو فرزند دیگر هم می‌شوند و ۶ نفره به زندگی در سکوت و تنهایی خود خواسته ادامه می‌دهند. چند سال بعد «آکولینا» مادر خانواده به دلیل خشکسالی از گرسنگی فوت می‌کند و پدر با دو پسر و دو دختر خود تنها می‌ماند. تا این که زمین شناسان آن‌ها را پیدا می‌کنند.
سه سال بعد از اولین ملاقات با دنیای خارج، دو پسر و یک دختر خانواده به فاصله چند هفته از هم فوت می‌کنند. پدر خانواده هم چند سال بعد از آن از دنیا می‌رود و امروزه فقط «آگافیا» (Agafia) جوان‌ترین فرزند خانواده که پیرزنی ۷۰ ساله است از خانواده «لیکوف» باقی مانده که همچنان مانند تارک دنیا به زندگی ادامه می‌دهد.
«آگافیا» تنها ۶ بار از منزل خود دور شده‌است. در همان سال‌های بعد از انتشار خبر بود که دولت شوروی هزینه سفر او به شهر را متقبل شد و «آگافیا» برای اولین بار در زندگی اسب و ماشین و هواپیما دید.
بعد از آن که «آگافیا» تنها شد، «یروفی سدوف» (Yerofei Sedov) یکی از زمین شناسانی که خانواده «لیکوف» را کشف کرده بود، به منطقه اطراف رودخانه «آباکان» نقل مکان کرد و در همسایگی «آگافیا» ساکن شد.

## اعضای خانواده
- کارپ اوسیپوویچ لیکوف (حدود ۱۹۰۱[۸] - ۱۶ فوریه ۱۹۸۸) (روسی: Карп Лыков)
- آکولینا لیکووا (حدود ۱۹۰۰[۹] - ۱۶ فوریه ۱۹۶۱)

فرزندان:
- ساوین(Савин) (حدود ۱۹۲۷[۲][۸] - ۱۹۸۱)
- ناتالیا (حدود ۱۹۳۴–۱۹۸۱)
- دیمیتری (۱۹۴۰–۱۹۸۱)
- آگافیا (متولد ۱۹۴۴)